# Един от нас лъже
„Един от нас лъже“ (на английски: One of Us Is Lying) е американски мистъри сериал, тийн драма, който е базиран на едноименния роман, написан от Карън МакМанус през 2017 г. и се разказва за петима ученици. Премиерата на сериала е на 7 октомври 2021 г. в стрийминг услугата Peacock. През януари 2022 г. сериалът е подновен за втори сезон, който се излъчва премиерно на 20 октомври 2022 г. През януари 2023 г. сериалът е спрян след два сезона.

## Актьорски състав
- Анализа Кокрейн – Ади Прентис
- Чибуйкем Учей – Купър Клей
- Марианли Техада – Броунин Рохас
- Купър ван Грутел – Нейт Маколи
- Барет Карнахан – Джейк Риардан
- Джесика Макелауд – Джаней Матюс
- Марк Маккена – Саймън Келахар
- Мелиса Колацо – Маеве Рохас
- Сара Томпсън – Ванеса Кларк
- Алими Балард – Кевин Клей

## В България
В България първият сезон на сериала започва на 9 януари 2023 г. по „Фокс Лайф“, всеки понеделник от 22:00 ч.  и приключва на 27 февруари. Дублажът е на студио Про Филмс. Екипът се състои от:
| Преводач            | Захари Генчев                                                                 |
| Тонрежисьор         | Марио Иванов                                                                  |
| Режисьор на дублажа | Ангелина Русева                                                               |
| Озвучаващи артисти  | Елена Грозданова Нина Гавазова Евгения Ангелова Борис Кашев Константин Лунгов |